# Цапов, Иван Иванович
Ива́н Ива́нович Ца́пов (1922—2011) — советский лётчик-ас истребительной авиации ВВС Военно-Морского флота во время Великой Отечественной войны и военачальник, Герой Советского Союза (22.07.1944). Генерал-лейтенант авиации (8.11.1971).

## Биография
Родился 13 ноября 1922 года (по документам — 13 ноября 1920 года, приказом Главкома Войск ПВО страны дата рождения изменена с 13.11.1920 на 13.11.1922 г.) в деревне Вяльково (ныне не существует, территория Гагаринского района Смоленской области). Из крестьянской многодетной (10 детей) семьи. Детство и юность провёл в деревнях Борняки и Резанова (ныне не существуют, территория Гагаринского района), с 1935 года жил в деревне Воскресенское (ныне в черте села Пречистое, Гагаринский район). В 1937 году окончил 7 классов школы (которая теперь носит его имя) в селе Пречистое, в 1939 году — школу ФЗУ при заводе «Борец» и Дзержинский аэроклуб в Москве. Работал модельщиком по дереву на заводе «Борец».
В Рабоче-Крестьянском Красном Флоте с мая 1940 года. В октябре 1940 года окончил Серпуховскую военную авиационную школу лётчиков. Служил лётчиком в морской авиации (ВВС Балтийского флота).
Участник Великой Отечественной войны: в июне-октябре 1941 — лётчик 5-го истребительного авиационного полка ВВС ВМФ, в октябре 1941 — январе 1943 — лётчик и командир звена 71-го истребительного авиационного полка ВВС ВМФ, в январе 1943 — июле 1944 — командир звена, заместитель командира и командир авиаэскадрильи 3-го гвардейского истребительного авиационного полка ВВС ВМФ. Всю войну сражался в составе ВВС Балтийского флота на истребителях И-15 бис, И-153, ЛаГГ-3, Ла-5.
Участвовал в Прибалтийской, Таллинской и Ленинградской оборонительных операциях, в обороне Ленинграда, в прорыве блокады Ленинграда и Выборгской операции. Много боевых вылетов выполнил на защиту с воздуха Дороги жизни через Ладожское озеро, в волны этого озера от огня его истребителя упали как минимум 5 вражеских самолётов. Первую победу одержал 20 августа 1941 года, сбив в составе группы истребитель Ме-109 у города Тапа в Эстонской ССР. В 1942 году в воздушном бою был легко ранен в левую руку. Самым успешным днём его боевой жизни стало 14 февраля 1943 года: в первом боевом вылете он сбил в группе бомбардировщик Ю-87, во втором вылете — в паре один Ю-87 и в третьем вылете - ещё один Ю-87, но теперь уже лично.
К июлю 1944 года совершил 530 боевых вылетов, в том числе 134 на бомбово-штурмовые удары и 71 на разведку. В 65 воздушных боях сбил лично 11 и в составе группы 11 (по другим данным — лично 13 и в составе группы 11) самолётов противника.
За мужество и героизм, проявленные в боях, Указом Президиума Верховного Совета СССР от 22 июля 1944 года гвардии капитану Цапову Ивану Ивановичу присвоено звание Героя Советского Союза с вручением ордена Ленина и медали «Золотая Звезда».
Всего за время войны совершил 543 боевых вылета (новых побед в воздухе не одержал). В конце августа 1944 года был отозван с фронта и направлен на учёбу.
В январе 1945 года окончил Высшие офицерские курсы ВВС ВМФ (город Моздок). С мая 1945 года — помощник командира 38-го истребительного авиаполка по лётной подготовке и воздушному бою (ВВС Тихоокеанского флота).
Участник советско-японской войны 1945 года, в которой помощник командира 38-го истребительного авиационного полка ВВС ВМФ по лётной подготовке и воздушному бою (ВВС Тихоокеанского флота) И. И. Цапов участвовал в Сейсинской операции. Совершил 3 боевых вылета на истребителе Ла-7.
До 1950 года продолжал служить в ВВС Тихоокеанского флота: сначала в прежней должности на аэродроме Кневичи под Владивостоком, с июня 1946 — помощником командира 14-го истребительного авиаполка ВВС ТОФ (полк дислоцировался в городе Вонсан, Северная Корея), где освоил истребитель Як-9М. С ноября 1947 — заместитель командира, а с января 1949 года — командир 57-го истребительного авиаполка ВВС 5-го ВМФ (аэродром Романовка в Шкотовском районе Приморского края). С апреля 1949 — заместитель командира 578-го истребительного авиаполка ВВС 5-го ВМФ, вооружённого истребителями Ла-7 (г. Артём). С февраля 1950 — заместитель командира и с апреля этого же года — командир 329-го истребительного авиаполка (ВВС Черноморского флота, аэродром Геленджик). В сентябре 1951 года его направили учиться в академию.
В 1955 году окончил Военно-воздушную академию (Монино). С ноября 1955 года — командир 327-й гвардейской истребительной авиадивизии ВВС Балтийского флота (аэродром Нивенское, Калининградская область), с декабря 1956 — начальник штаба 90-й истребительной авиадивизии этого флота (пос. Кейла-Йоа, Эстонская ССР). В эти годы летал на реактивных истребителях МиГ-15бис и МиГ-17.
В феврале 1957 года переведён из военно-морской авиации в Войска ПВО страны, где получил назначение — заместитель командующего истребительной авиацией (с декабря 1957 — начальник штаба истребительной авиации) Прибалтийского корпуса ПВО. В этой должности служил до сентября 1958 года.
В 1960 году окончил Военную академию Генерального штаба Вооружённых сил СССР. С июня 1960 — заместитель командира 14-го (Закавказского) корпуса ПВО (управление в г. Тбилиси), с ноября 1962 года — командир 11-й дивизии ПВО (город Днепропетровск). С июня 1967 — первый заместитель командующего 4-й отдельной армии ПВО (город Свердловск). В мае-декабре 1970 года — заместитель командующего по боевой подготовке, а в 1970—1975 — 1-й заместитель командующего Бакинским округом ПВО.
В августе 1975 — сентябре 1978 — помощник по ПВО и ВВС представителя Главного командования Объединёнными вооружёнными силами государств — участников Варшавского договора в Венгерской Народной Армии. С феврале 1979 — генерал-инспектор Инспекции Войск ПВО страны по вопросам ПВО дружественных стран, одновременно с декабря 1980 года — заместитель начальника Главного штаба Войск ПВО по вопросам ПВО дружественных стран. В эти годы подолгу работал в армиях Алжира, Ливии, Сирии, Ирака, Ирана, Монголии. С июля 1985 года находился в распоряжении Главкома Войск ПВО страны, с октября 1985 года генерал-лейтенант авиации И. И. Цапов — в запасе.
Депутат Верховного Совета Азербайджанской ССР 8-го созыва (в 1971—1975 годах).
Жил в Москве. Активно занимался общественной работой, был членом правления Клуба Героев Советского Союза города Москвы и Московской области. Умер 24 апреля 2011 года. Похоронен на Николо-Архангельском кладбище в Москве.

Могила И. И. Цапова на Николо-Архангельском кладбище Москвы.

## Награды
- Герой Советского Союза (22.07.1944);
- орден Ленина (22.07.1944);
- четыре ордена Красного Знамени (24.11.1941; 1.04.1943; 20.11.1943; 22.02.1968);
- орден Александра Невского (8.03.1944);
- два ордена Отечественной войны 1-й степени (20.09.1945; 11.03.1985);
- орден Красной Звезды (16.02.1982);
- орден «За службу Родине в Вооружённых Силах СССР» 3-й степени (30.04.1975);
- медаль «За боевые заслуги» (15.11.1950);
- медаль «За оборону Ленинграда» (вручена в июне 1943);
- ряд других медалей СССР;

иностранные награды
- орден Красной Звезды (Венгрия, 31.05.1978)
- медаль «За укрепление братства по оружию» (Болгария, 6.05.1980)
- медаль «За боевое содружество» I степени (Венгрия, 1985)
- медаль «Братство по оружию» в золоте (ГДР, 1.03.1983)
- медаль «40 лет освобождения Чехословакии Советской Армией» (ЧССР, 11.03.1985)
- Медаль «60 лет Вооруженным силам МНР» (Монголия, 1981)

## Присвоение воинских званий
- младший лейтенант (10.10.1940),
- лейтенант (19.02.1942),
- старший лейтенант (26.12.1942),
- капитан (17.02.1944),
- майор (24.04.1948),
- подполковник (15.12.1951),
- полковник (29.11.1955),
- генерал-майор авиации (22.02.1963),
- генерал-лейтенант авиации (8.11.1971).

## Сочинения
- Цапов И. И. Жизнь в небе и на земле. — М.: «Дельта НБ», 2004. — 248 с. — ISBN 5-900824-02-0.
- Цапов И. И., Конев В. Н., Мясников Ю. А. Гвардейцы Балтики крылатой. — М.: «Дельта НБ», 2006. — 432 с. — ISBN 5-900824-09-8.

## Память
- Пречистенской средней школе в Гагаринском районе Смоленской области присвоено имя И. И. Цапова.
- Мемориальная доска установлена 18 февраля 2021 года на доме в Москве, в котором жил Герой (ул. Большая Грузинская, д. 39)[10].